# Impressió xilogràfica del Japó

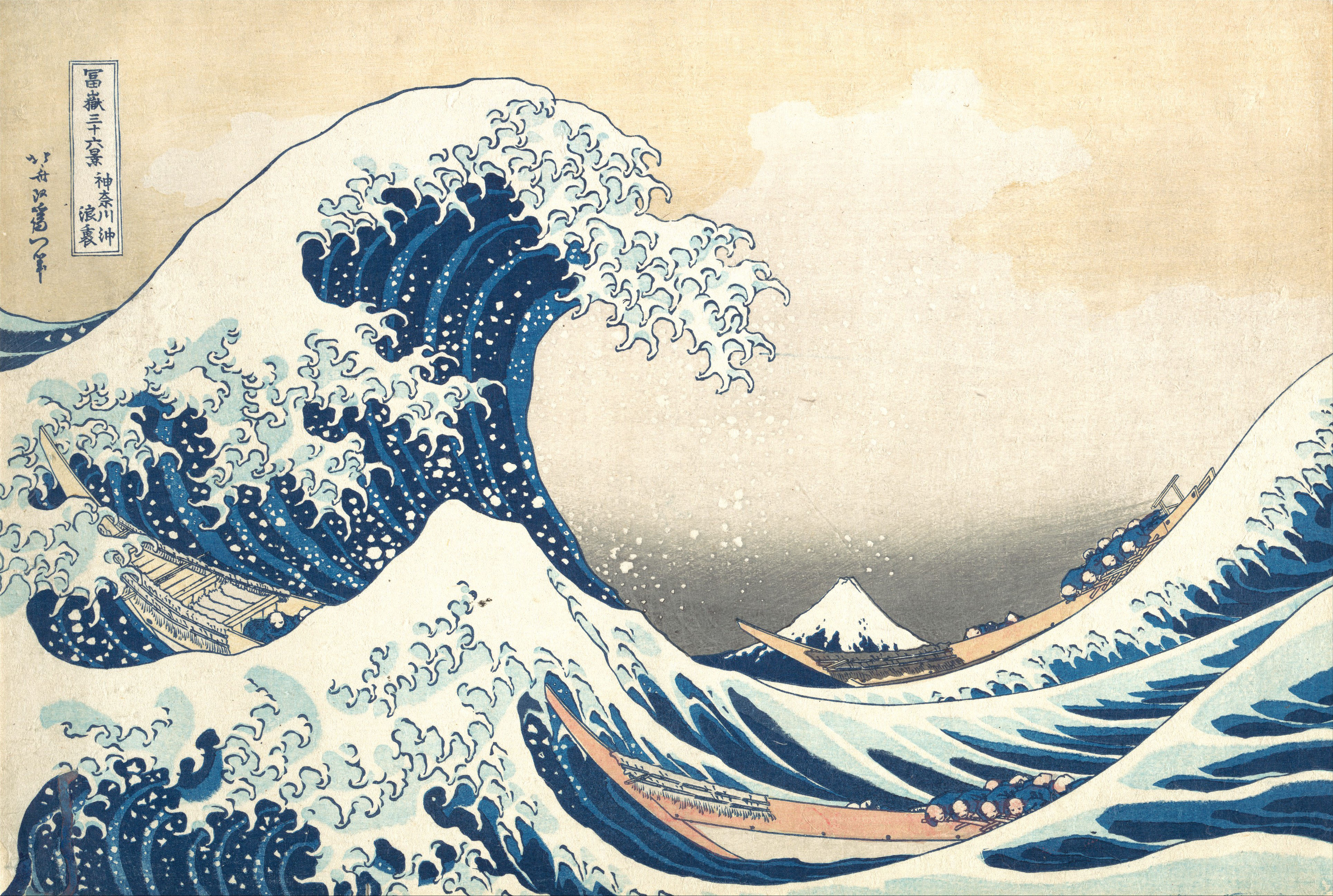
La gran onada de Kanagawa (神奈川沖浪裏Kanagawa-oki nami-ura), gravat original de Hokusai

La impressió xilogràfica al Japó (木版画, moku hanga) és una tècnica que sobretot es coneix pel seu ús en el gènere artístic de l’ukiyo-e; tanmateix, també es va utilitzar àmpliament per a imprimir llibres en el mateix període. La impressió xilogràfica s'havia utilitzat a la Xina durant segles per a imprimir llibres, molt abans de l’arribada dels tipus mòbils, però no es va adoptar de forma general al Japó fins molt més tard, durant el període Edo (1603-1867). Tot i que semblant al gravat xilogràfic occidental en alguns aspectes, el moku hanga es diferencia en gran part perquè s'usen tintes basades en l’aigua (en contraposició a la xilografia occidental, que usa tintes basades en l’oli), la qual cosa permet una àmplia gamma de colors intensos, vidrats i la transparència en els colors.

## Història
Els llibres impresos xilogràficament als temples budistes xinesos ja es van veure al Japó en el segle viii. L’any 764 l'emperadriu Shotuku va encarregar un milió de petites pagodes de fusta, cadascuna de les quals contenia un petit rotlle xilogràfic imprès amb un text budista (Hyakumanto Darani). Es van distribuir pels temples de tot el país en senyal d’agraïment per la repressió de la rebel·lió Emi del 764. Aquests són els exemples més antics de la impressió xilogràfica coneguda, o documentada, del Japó.
Cap al segle xi, els temples budistes del Japó produïen els seus propis llibres impresos de sutres, mandales, i altres textos i imatges budistes. Durant segles, la impressió es restringia exclusivament a l'esfera budista, perquè era massa cara per a la producció en massa i no hi havia un públic receptiu i alfabetitzat amb qui poder comercialitzar aquesta mena de coses.
No va ser fins al 1590 que es va imprimir la primera obra secular al Japó. Era el Setsuyō-shū, un diccionari xinès–japonès en dos volums. Tot i que els Jesuïtes feien anar una impremta de tipus mòbils a Nagasaki des del 1590, el material d’impressió tornat de Corea per l'exèrcit de Toyotomi Hideyoshi el 1593 va tenir molta més influència en el desenvolupament del mitjà. Quatre anys després, Tokugawa Ieyasu, fins i tot abans d’esdevenir shogun, va dur a terme el primer tipus mòbil nadiu, utilitzant peces fetes de fusta en lloc de metall. Va supervisar la creació de 100.000 peces de tipus, les quals es van fer servir per imprimir una sèrie de textos polítics o històrics. Com a shogun, Ieyasu promouria l’alfabetització i l'educació, iniciant així el procés d’emergència d’un públic urbà culte. En aquest moment, però, la impressió no estava dominada pel shogunat; a principis del segle xvii van aparèixer impressors privats a Kyoto, i Toyotomi Hideyori, el principal opositor polític de Ieyasu, va ajudar també en el desenvolupament i difusió del mitjà. El 1598 es va imprimir una edició dels Analectes de Confuci fent servir una impremta de tipus mòbils coreans, per ordre de l'emperador Go-Yōzei. Aquest document és l’obra japonesa impresa amb tipus mòbils més antiga que existeix actualment. Tanmateix, tot i l’atractiu dels tipus mòbils, aviat es va decidir que l'estil d’escriptura japonès es reproduiria millor fent servir tacs de fusta, i així es va adoptar la fusta un cop més; cap al 1640 els blocs de fusta es tornaven a fer servir per gairebé tots els propòsits.
El mitjà ràpidament es va fer popular entre els artistes i, a més dels llibres, es va fer servir per produir petits i assequibles gravats artístics. Els grans pioners en aplicar aquest mètode per la creació de llibres artístics i en precedir la producció massiva per al consum general van ser Honami Kōetsu i Suminokura Soan. En el seu taller de Saga, van crear un nombre de blocs de fusta dels clàssics japonesos, tant text com imatges, convertint essencialment els rotlles en llibres impressos i reproduint-los per a un consum més ampli. A aquests llibres, ara coneguts com a Llibres Kōetsu, Llibres Suminokura o Llibres Saga, se’ls considera les primeres i millors reproduccions impreses de molts d’aquests relats clàssics; el Llibre Saga dels Relats d’Ise (Ise monogatari), imprès el 1608, és especialment célebre.
La impressió amb blocs de fusta o xilogràfica, tot i que més pesada i cara que altres mètodes posteriors, ho era molt menys que el mètode tradicional d’escriure a mà cada còpia d’un llibre; així, el Japó va començar a veure una mica de producció literària en massa. Mentre que els Llibres Saga s'imprimien en un paper elaborat i car, feia servir diferents adornaments i s'imprimia específicament per a un cercle reduït d’entesos literaris, altres impressors de Kyoto van adaptar ràpidament la tècnica per produir llibres més barats en grans quantitats per a un consum més general. El contingut d’aquests llibres variava àmpliament, incloent-hi guies de viatges, manuals amb consells, kibyōshi (novel·les satíriques), sharebon (llibres sobre la cultura urbana), llibres artístics i guions per al teatre de titelles jōruri. Sovint, dins d’un determinat gènere, com ara els llibrets de teatre jōruri, un estil particular d’escriptura acabaria sent l'estàndard per a aquell gènere; en altres paraules, l'estil cal·ligràfic personal d’un individu s'adoptava com a estil estàndard per a imprimir obres de teatre.
Van aparèixer i créixer moltes editorials que publicaven llibres i gravats individuals. Una de les de més fama i èxit s'anomenava Tsuta-ya. La propietat per part d’un editor dels blocs de fusta físics que es feien servir per a imprimir un text o imatge donats constituïa l'equivalent més proper al concepte de "copyright" que existia en aquell moment. Els editors o els individus podien comprar-se blocs de fusta els uns als altres i així assumir la producció de determinats textos, però a part de la protectora propietat d’un joc de blocs donat (i per tant d’una representació molt particular d’un tema donat), no hi havia cap concepte legal de la propietat de les idees. Els diferents teatres rivals adoptaven les obres i, o bé les reproduïen en bloc, o bé n’adaptaven elements individuls de la trama o personatges; en aquella època, aquesta activitat es considerava legítima i rutinària.
La impressió xilogràfica es va seguir usant després del declivi de l’ukiyo-e, i de la introducció del tipus mòbil i d'altres tecnologies, com a mètode i mitjà per imprimir textos i per produir art, tant en els modes tradicionals com ara l’ukiyo-e, com en una varietat de formes occidentals o més radicals que es podrien interpretar com a art modern.

## Tècnica

"Shōki zu" (Shoki avançant), d'Okumura Masanobu, c. 1741-1751. Un exemple de gravat en format pilar de 69,2 x 10,1 cm.

La tècnica per a imprimir textos i imprimir imatges era en general prou similar. Les òbvies diferències eren el volum produït quan es treballava amb textos (moltes pàgines per a una sola obra), i la complexitat dels múltiples colors que es podien trobar al treballar amb imatges. Les imatges dels llibres eren gairebé sempre monocromàtiques (només tinta negra), i durant un temps els gravats artístics eren també monocroms o fets només amb dos o tres colors.
El text o la imatge primer es dibuixava en un washi (paper japonès), el qual després s'enganxava a un tauló de fusta, normalment cirerer. Llavors la fusta s'anava rebaixant, seguint les línies donades pel dibuix. S'utilitzava un petit objecte de fusta dura anomenat baren per pressionar el paper contra el bloc de fusta entintat, aplicant així la tinta al paper. Tot i que al principi això es podia haver fet simplement a mà, aviat es van inventar i adoptar mecanismes de fusta per ajudar a aguantar el bloc de fusta perfectament quiet i per aplicar la pressió adequada durant el procés d’impressió. Això seria d’especial ajuda quan es van començar a introduir els colors múltiples i calia aplicar-los amb precisió al damunt de les prèvies capes de tinta.
Mentre que el text era gairebé sempre monocromàtic, com ho eren les imatges dels llibres, el creixement de la popularitat de l’ukiyo-e va comportar la demanda d’un continu augment del nombre de colors i la complexitat de les tècniques. Les etapes d’aquest desenvolupament van ser les següents.
- Sumizuri-e (墨摺り絵, "estampes impreses amb tinta") – impressió monocroma amb tinta negra únicament
- Benizuri-e (紅摺り絵, "estampes carmesí") – detalls o destacats en tinta vermella afegits a mà després del procés d’impressió; de vegades també es feia servir el verd
- Tan-e (丹絵) – destacats carabassa fent servir un pigment vermell anomenat tan
- Aizuri-e (藍摺り絵, "estampes blau indi"), Murasaki-e (紫絵, "estampes violetes"), i altres estils en què s'usava un sol color a més o en lloc de la tinta negra
- Urushi-e (漆絵) – un mètode en el que s'usava cola per a espessir la tinta, donant més intensitat a la imatge; sovint es feia servir or, mica i altres substàncies per a ressaltar encara més la imatge. Urushi-e també es pot referir als quadres que feien servir laca en lloc de pintura; la laca no es feia servir en els gravats, o era molt estrany que es fes.
- Nishiki-e (錦絵, "estampes brocades") – un mètode en què s'usaven diferents tacs de fusta per a les diferents parts de la imatge, la qual cosa permetia fer servir una varietat de colors per a aconseguir unes imatges increïblement complexes i detallades; es gravava cada tac per a aplicar la tinta només a la part de la imatge dissenyada per a un color determinat. Per a garantir la correspondència entre l’aplicació de cada tac, s'utilitzaven unes marques de registre anomenades kentō (見当).

## Escoles i moviments
El gravat japonès, com moltes altres branques de l’art japonès, tendia a organitzar-se en escoles i moviments. Les escoles i, després, moviments més notables del moku hanga eren:
- Escola Torii, a partir del 1700
- Escola Kaigetsudō, a partir del 1700-14
- Escola Katsukawa, a partir aproximadament del 1740, inclosos els artistes Suzuki Harunobu i Hokusai
- Escola Utagawa, a partir de 1842, inclòs l’artista Kunisada
- Sosaku hanga, moviment "Gravats creatius", a partir de 1904
- Shin hanga, moviment "Nous gravats", a partir de 1915

Altres artistes, com ara Utamaro, Sharaku i Hiroshige, no formaven part d’una escola determinada i provenien d’una tradició més àmplia.

## Mides del paper
Hi havia una certa quantitat de mides estàndard per als gravats en el període Edo, algunes de les quals es detallen a sota. (Totes les mides en centímetres són aproximades.)
- Chūban (中判, mida mitjana) (26 x 19 cm)
- Chūtanzaku (中短冊) (38 x 13 cm) – també coneguda simplement com a tanzaku; la meitat d’un ōban, tallat longitudinalment
- Hashira-e (柱絵) (68-73 x 12-16 cm) – un format estret i vertical sovint anomenat "gravat pilar"
- Hosoban (細判) (33 x 15 cm) – es retallaven diferents hosoban d’un ō-ōban (大大判, mida gran gran); el hosoban era la més petita de les mides de paper comuns.
- Kakemono-e (掛物絵) (76.5 x 23 cm) – format gran i vertical, compost aproximadament de dos ōban posats l’un damunt de l’altre. El kakemono també es refereix a les pintures enrotllables penjants.
- Ōban (大判, mida gran) (39 x 26.5 cm) – la mida de paper més comuna.
- Ō-hosoban (大細判) (38 x 17 cm) – també conegut com a Ō-tanzaku
- Shikishiban (21 x 18 cm) – usat sovint per als surimono

Els termes japonesos per als formats vertical (retrat) i horitzontal (paisatge) són tate-e (立て絵) i yoko-e (横絵), respectivament.